# 不飽和脂肪
不飽和脂肪是指：除了單鍵，還含有至少一個雙鍵的脂肪或脂肪酸鏈。如果只有一個雙鍵，則稱為單元不飽和脂肪；含有多於二個以上的雙鍵則稱為多元不飽和脂肪。當雙鍵形成時，一對氫原子會被消除，因而與碳原子相結合的氫原子未達到最大值，即“不飽和”。在細胞的新陳代謝中，不飽和脂肪所產生的能量相比飽和脂肪較少。脂肪的不飽和程度越高（雙鍵數量越多），其過氧化的可能性越高，從而越容易對人體健康不利。這時需要抗氧化物來防止這一情况的發生。不飽和脂肪酸在高温加熱後具有毒性，常見於烹飪用的植物油。